# ایگناتوفکا (باشقیرستان)
ایگناتوفکا (انگلیسی: Ignatovka, Republic of Bashkortostan) یک شهرک در شهرستان چیشمینسکی در استان باشقیرستان کشور روسیه است.